# Tetradymia axillaris
Tetradymia axillaris là một loài thực vật có hoa trong họ Cúc. Loài này được A.Nelson miêu tả khoa học đầu tiên năm 1904.